# Ostedeichverband
Der Ostedeichverband ist ein Deichverband mit Sitz in Hemmoor.

## Geschichte
Der Ostedeichverband ist 2004 durch Rechtsverordnung der Bezirksregierung Lüneburg aus dem bisherigen Ostedeichverband III für das Teilgebiet links der Oste und dem bisherigen Ostedeichverband IV hervorgegangen und deren Rechtsnachfolger.

## Verbandsgebiet
Der Deichverband ist für ein 37.800 Hektar großes Gebiet im Nordosten des Landkreises Cuxhaven und Teile des Landkreises Stade sowie des Landkreises Rotenburg (Wümme) zuständig. Das Verbandsgebiet umfasst alle im Schutz des Hauptdeichs an der Elbe, des Schutzdeichs an der Oste sowie dem Flankendeich am Hochwasserpolder Fresenburg gelegenen Grundstücke bis zu einer Höhe von NN +6,00 m inklusive der innerhalb dieses Gebietes liegenden höheren Bodenerhebungen. Es erstreckt sich über die Gemeinden Belum, Cadenberge, Wingst, Bülkau und Hechthausen sowie Teile der Gemeinden Geversdorf, Oberndorf, Mittelstenahe, Stinstedt, Lamstedt, Hollnseth, Armstorf und der Kleinstadt Hemmoor im Landkreis Cuxhaven sowie über Teile der Gemeinden Alfstedt, Ebersdorf und Oerel, Teile der Stadt Bremervörde und Teil der südlich und südwestlich von Bremervörde gelegenen Gemeinden Basdahl, Gnarrenburg, Sandbostel und Ostereistedt. Schließlich zählt auch der zur Gemeinde Balje im Landkreis Stade gehörende Bereich am Ostesperrwerk mit zum Verbandsgebiet.
Die Hauptdeichlinie an der Elbe ist 5,1 Kilometer, die Schutzdeichlinie am linken Ufer der Oste zwischen dem Ostesperrwerk und dem Ostewehr in Bremervörde 67,5 Kilometer lang. Dazu kommen noch 0,86 Kilometer Flankendeich am Hochwasserpolder Fresenburg nördlich von Bremervörde.
Das Verbandsgebiet des Ostedeichverbandes grenzt im Westen an das Verbandsgebiet des Hadelner Deich- und Gewässerverbandes und im Osten an das Verbandsgebiet des Deichverbandes Kehdingen-Oste.

## Aufgaben
Der Deichverband hat die Aufgabe, Grundstücke im Verbandsgebiet vor Sturmfluten und Hochwasser zu schützen. Dazu unterhält er die im Verbandsgebiet liegenden Deiche an der Elbe und Oste. Die Deiche werden zur Pflege mit Schafen, teilweise auch mit Rindern, beweidet.

## Vereinsstruktur
Der Verband wird von einem Ausschuss vertreten, der von den Verbandsmitgliedern gewählt wird. Der Ausschuss besteht aus 21 Mitgliedern. Er wählt seinerseits einen Vorstand, der mit neun Vorstandsmitgliedern besetzt ist. Für jedes Vorstandsmitglied wird ein persönlicher Vertreter gewählt.
Mitglieder des Verbandes sind alle Grundeigentümer und Erbbauberechtigten der im Verbandsgebiet gelegenen Grundstücke.